# الصفاوي (العراق)
صفاوي منطقة عراقية، في جنوب ناحية الشبكة بمحافظة النجف بصحراء الحجرة بالبادية العراقية جنوب العراق، فيها بئر واحدة عمقها 70 متراً، ماؤها غزير بين العذوبة والملوحة. وكانت بئر الصفاوي عائدة لتصرّف عشيرة الدهامشة بحسب توزيع وزارة الداخلية العراقية. وشعيب الصفاوي شُعيب في نفس المنطقة.
| الموقع  | البعد كيلومتراً |
| ------- | -------------- |
| الحوارة | 10             |
| عيدها   | 42             |